# Dicranota furcistyla
Dicranota furcistyla är en tvåvingeart som beskrevs av Alexander 1954. Dicranota furcistyla ingår i släktet Dicranota och familjen hårögonharkrankar.
Artens utbredningsområde är Thailand. Inga underarter finns listade i Catalogue of Life.